# Alchemilla bungei
Alchemilla bungei é uma espécie de rosácea do gênero Alchemilla, pertencente à família Rosaceae.